# Calliostoma
Calliostoma är ett släkte av snäckor som beskrevs av William Swainson 1840. Enligt Catalogue of Life ingår Calliostoma i familjen Calliostomatidae, men enligt Dyntaxa är tillhörigheten istället familjen pärlemorsnäckor.

## Bildgalleri

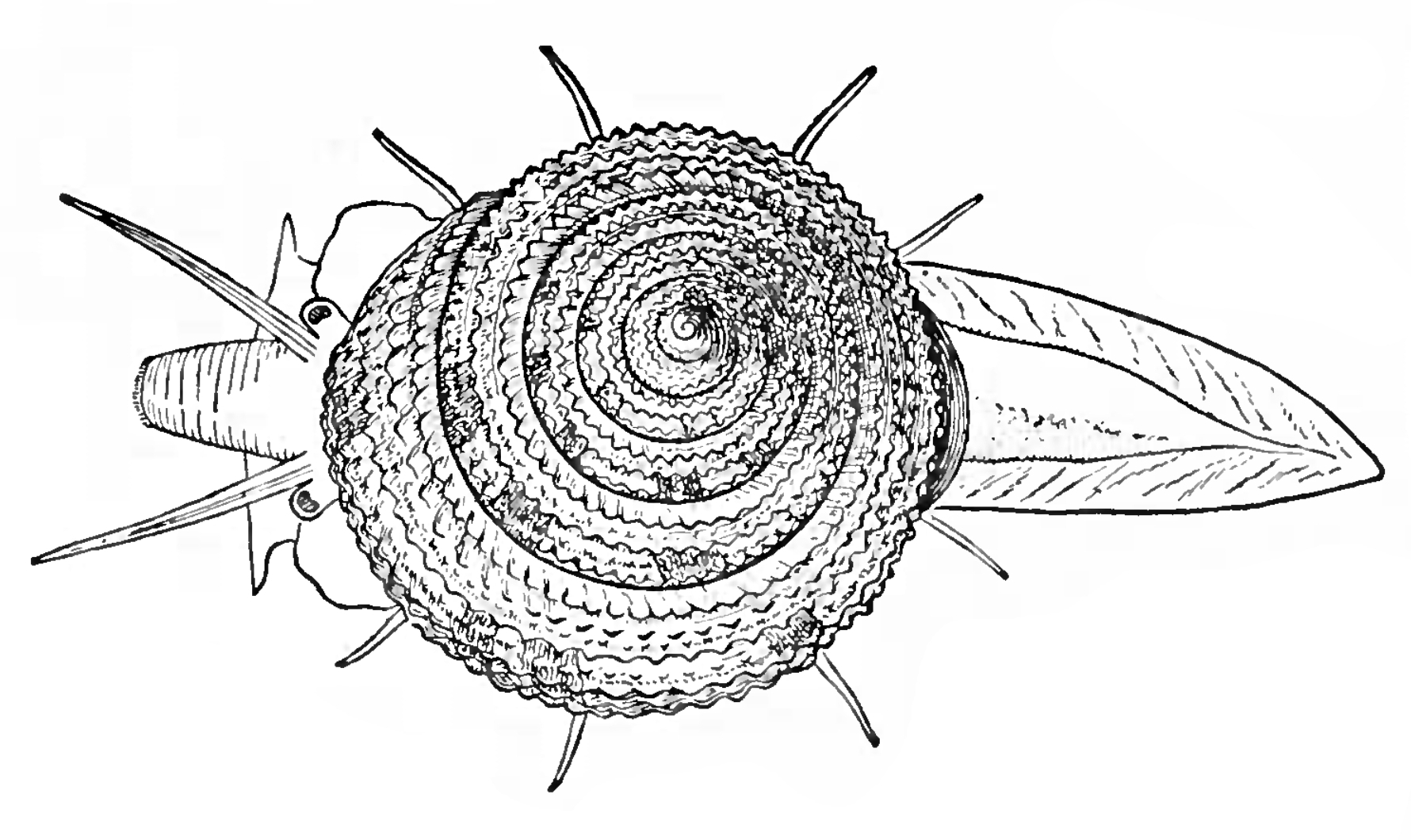
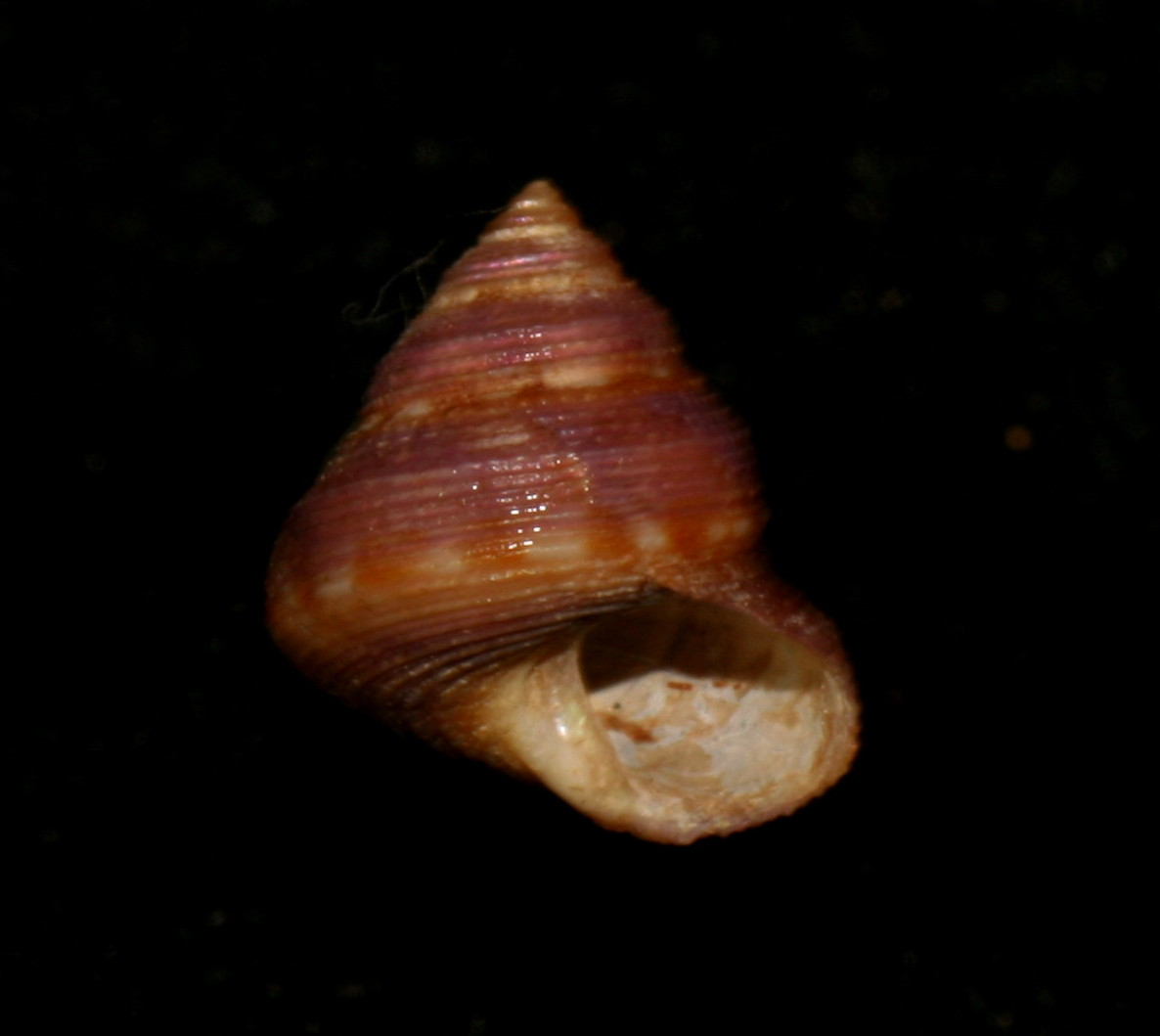

## Dottertaxa tillCalliostoma, i alfabetisk ordning[1][2]
- Calliostoma adelae
- Calliostoma adspersum
- Calliostoma anitoni
- Calliostoma annulatum
- Calliostoma arestum
- Calliostoma atlantis
- Calliostoma aurora
- Calliostoma bairdi
- Calliostoma bairdii
- Calliostoma barbouri
- Calliostoma benedicti
- Calliostoma bernardi
- Calliostoma bigelowi
- Calliostoma blakei
- Calliostoma brunneum
- Calliostoma bullisi
- Calliostoma canaliculatum
- Calliostoma carcellesi
- Calliostoma circumcinctum
- Calliostoma conulus
- Calliostoma coppingeri
- Calliostoma costatum
- Calliostoma cubanum
- Calliostoma dentatum
- Calliostoma echinatum
- Calliostoma euglyptum
- Calliostoma eximium
- Calliostoma fascinans
- Calliostoma formosum
- Calliostoma gemmulatum
- Calliostoma gloriosum
- Calliostoma gordanum
- Calliostoma granulatum
- Calliostoma halibrectum
- Calliostoma hassler
- Calliostoma hendersoni
- Calliostoma indiana
- Calliostoma javanicum
- Calliostoma jeanneae
- Calliostoma jucundum
- Calliostoma jujubinum
- Calliostoma kampsa
- Calliostoma keenae
- Calliostoma leanum
- Calliostoma ligatum
- Calliostoma marionae
- Calliostoma marshalli
- Calliostoma mcleani
- Calliostoma militare
- Calliostoma nepheloide
- Calliostoma occidentale
- Calliostoma orion
- Calliostoma palmeri
- Calliostoma papillosum
- Calliostoma platinum
- Calliostoma psyche
- Calliostoma pulchrum
- Calliostoma rioensis
- Calliostoma roseolum
- Calliostoma sanjaimense
- Calliostoma sapidum
- Calliostoma sarcodum
- Calliostoma sayanum
- Calliostoma scalenum
- Calliostoma schroederi
- Calliostoma splendens
- Calliostoma springeri
- Calliostoma supragranosum
- Calliostoma tampaense
- Calliostoma tittarium
- Calliostoma torrei
- Calliostoma trachystum
- Calliostoma tricolor
- Calliostoma turbinum
- Calliostoma variegatum
- Calliostoma yucatecanum
- Calliostoma zizyphinum
- Calliostoma zizyphinus
- Calliostoma zonamestrum